# زاوية سيدي عبد الله بن حسين (مول البركي)
زاوية سيدي عبد الله بن حسين هو دُوَّار يقع بجماعة مول البركي، إقليم آسفي، جهة مراكش آسفي في المملكة المغربية. ينتمي الدوّار لمشيخة مول البركي التي تضم 32 دوار. يقدر عدد سكانه بـ 125 نسمة حسب الإحصاء الرسمي للسكان والسكنى لسنة 2004.

## روابط خارجية
- البوابة الوطنية للجماعات الترابية نسخة محفوظة 12 مارس 2018 على موقع واي باك مشين.
- المندوبية السامية للتخطيط